# Волошкове (Гайсинський район)
Волошко́ве — село в Україні, у Дашівській селищній громаді Гайсинського району Вінницької області. Розташоване за 27 км на південний схід від міста Іллінці. Населення становить 96 осіб (станом на 1 січня 2018 р.).

## Історія
12 червня 2020 року, відповідно розпорядження Кабінету Міністрів України № 707-р «Про визначення адміністративних центрів та затвердження територій територіальних громад Вінницької області», село увійшло до складу Дашівської міської громади.
19 липня 2020 року, в результаті адміністративно-територіальної реформи і ліквідації Іллінецького району, село увійшло до складу Гайсинського району.

## Населення

### Мова
Розподіл населення за рідною мовою за даними перепису 2001 року:
| Мова            | Кількість | Відсоток |
| --------------- | --------- | -------- |
| українська      | 136       | 98.56%   |
| російська       | 1         | 0.72%    |
| інші/не вказали | 1         | 0.72%    |
| Усього          | 138       | 100%     |

## Галерея

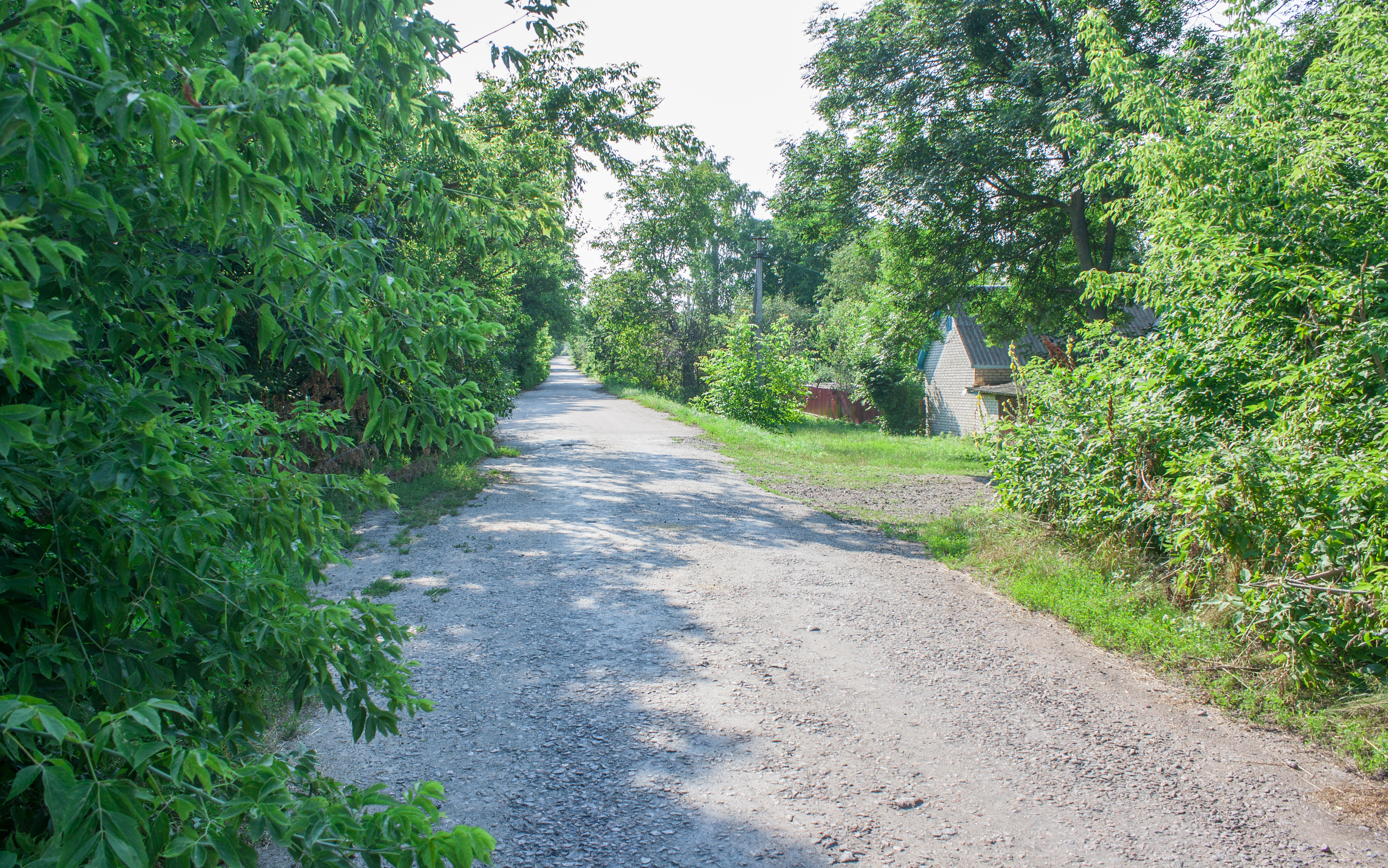
В'їзд у село
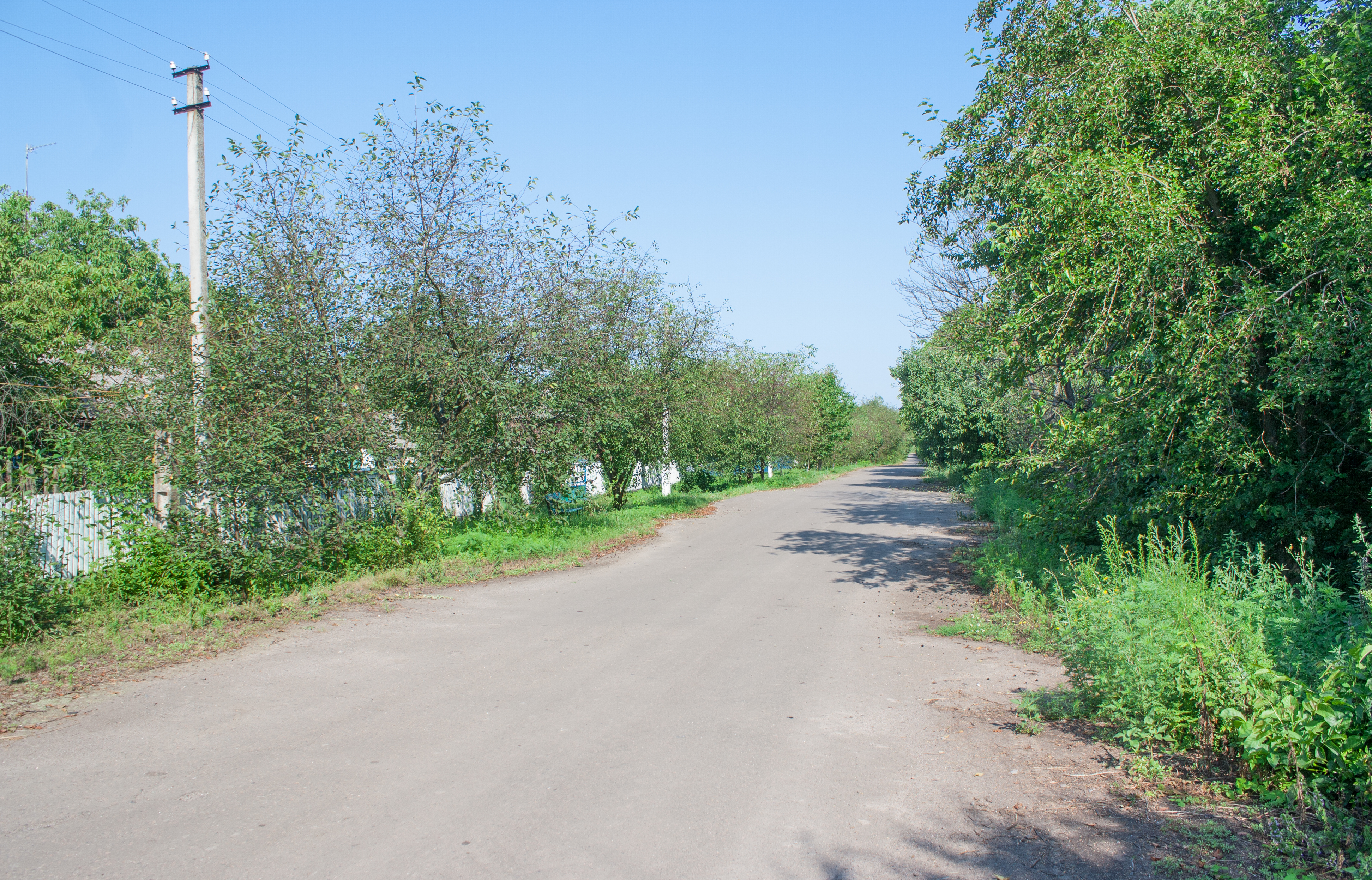
Головна вулиця